# Ardie (motocicletas)

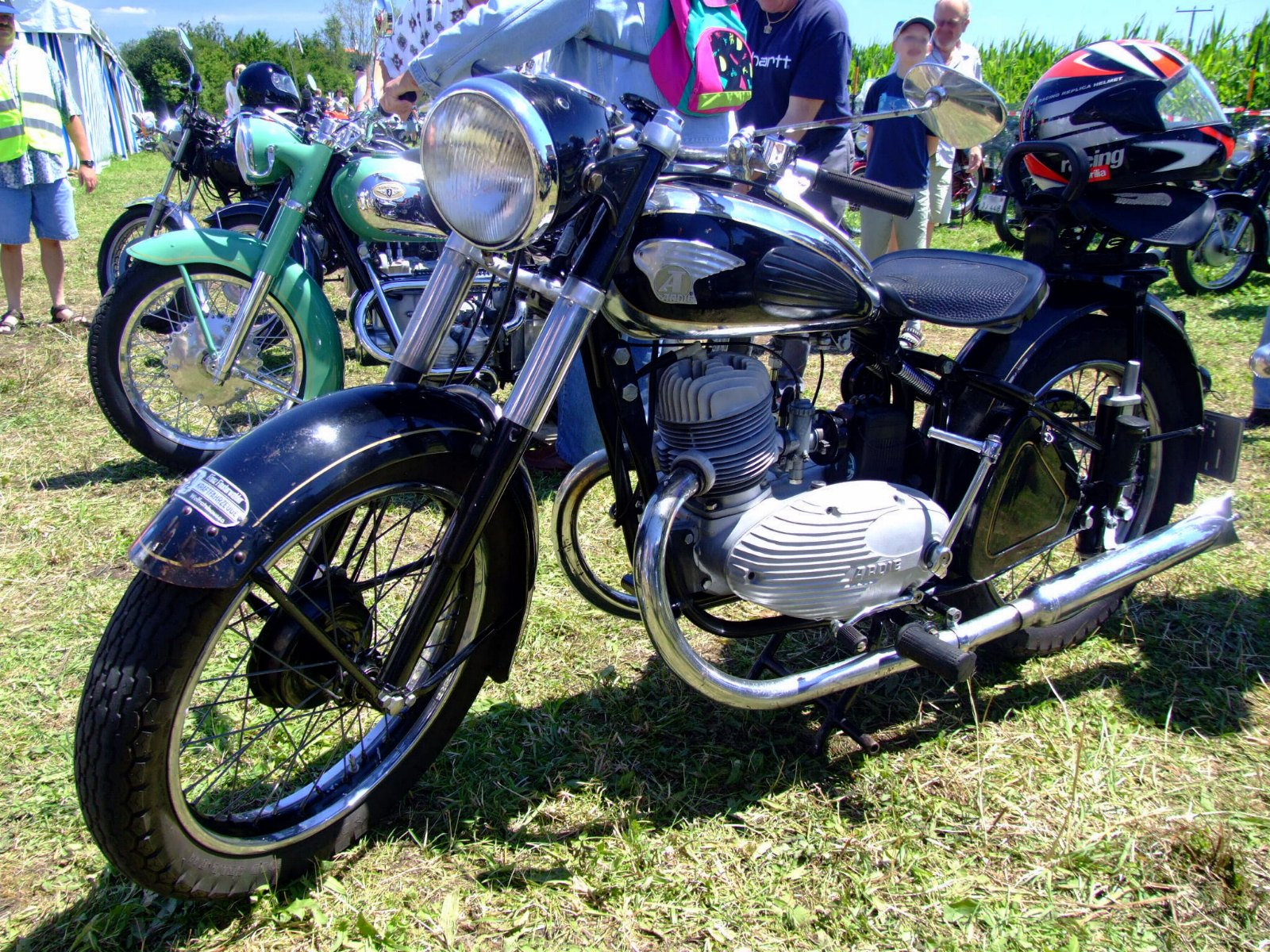
Motocicleta Ardie 10 PS de 1952

A Ardie foi uma empresa alemã fabricante de motocicletas, localizada em Nuremberga. A produção começou em 1919 e foi até 1958. O nome da empresa provém do seu fundador,'Arno Dietrich. As primeiras motocicletas feitas eram modelos 288 cc e 304 cc, mono-cilíndricas, e com motores a dois tempos. 